# Spandauer SV
Der Spandauer SV (offiziell: Spandauer Sport-Verein 1894 e. V.) war  ein Fußballverein aus dem Berliner Stadtteil Spandau. Der Verein ging auf dem im Jahre 1894 gegründeten Spandauer Fußballclubs Triton zurück, der im Jahre 1920 mit dem Spandauer Sport-Club Germania fusionierte. Der Spandauer SV spielte in der seinerzeit erstklassigen Gauliga Berlin-Brandenburg und der Vertragsliga Berlin. In der Saison 1975/76 spielten die Spandauer in der 2. Bundesliga Nord und gingen mit der schlechtesten sportlichen Bilanz aller Zeiten in die Geschichte ein. 
Die Spandauer wurden zweimal Berliner Meister und fünfmal Berliner Pokalsieger. Finanzielle Gründe führten dazu, dass der Verein am 8. Dezember 2014 aufgelöst werden musste. Im April 2022 nahm der Verein Türkspor FK den Namen Spandauer SV an und will an die Tradition des historischen Vereins anknüpfen.

## Geschichte

### Strukturelle Entwicklung
Der Spandauer SV entstand im Jahr 1920 unter dem Namen Spandauer Sport-Vereinigung 94/95 durch die Fusion des 1. Spandauer Fußballclubs Triton mit dem Spandauer Sport-Club Germania. Der 1. Spandauer FC Triton wurde am 1. November 1894 gegründet. Fusionspartner Germania wurde am 10. Oktober 1895 als SC Germania Spandau gegründet. Diesem trat vier Jahre später der im Jahre 1907 gegründete Spandauer FC Normannia bei. Am 27. Juli 1911 kam es zur Fusion mit dem im Jahre 1904 gegründeten Spandauer SC Germania 04 zum Spandauer SC Germania 1895. In der Saison 1944/45 bildete der Spandauer SV die Kriegsspielgemeinschaft KSG Minerva/SSV Berlin mit Minerva 93 Berlin. Mit dem Ende des Zweiten Weltkrieges wurde der Verein aufgelöst. Nachfolger wurde die kommunale Sportgemeinschaft Sportgruppe Spandau-Altstadt, die am 13. März 1949 den Namen Spandauer Sport-Verein annahm. Mit Beschluss des Amtsgerichts Charlottenburg vom 8. Dezember 2014 wurde die Auflösung des Vereins beschlossen und der Verein aus dem Vereinsregister gelöscht.

### Frühe Jahre (bis 1945)

Logo des Spandauer SV in den 1930er Jahren (Kurmark)

Der FC Triton und Germania 04 spielten vor dem Ersten Weltkrieg in der obersten Klasse des Märkischen Fußball-Bundes. Germania 95 spielte 1918/19 und 1919/20 in der höchsten Spielklasse des Berlin-Brandenburger Fußballverbandes. Nach der Fusion zum Spandauer SV gelang im Jahre 1921 der Aufstieg in die höchste Spielklasse, in der sich die Mannschaft stets in der oberen Tabellenhälfte platzieren konnte. Größter Erfolg dabei war die Vizemeisterschaft in der Gruppe A hinter Hertha BSC in der Saison 1927/28. Fünf Jahre später qualifizierte sich die Mannschaft für die neu geschaffene Gauliga Berlin-Brandenburg.
Dort hielten sich die Spandauer für drei Jahre, ehe die Mannschaft in der Saison 1935/36 als Tabellenletzter absteigen musste. Drei Jahre später gelang der Wiederaufstieg, bevor die Spandauer in der Saison 1940/41 wegen des schlechteren Torquotienten gegenüber dem Brandenburger SC Süd 05 wieder absteigen mussten. Ein Jahr später erreichte die Mannschaft noch einmal die Aufstiegsrunde, scheiterte dort aber am Berliner SV 92 und dem Neuköllner SC Tasmania. Als Teil der KSG Minerva/SSV kehrten die Spandauer noch einmal in die Gauliga zurück, jedoch wurde die Saison kriegsbedingt in der Rückrunde abgebrochen.

### Nachkriegszeit (1945 bis 1975)
Nach Kriegsende wurde der Spielbetrieb unter dem Namen SG Spandau-Altstadt wieder aufgenommen und die Mannschaft verpasste in der Saison 1945/46 nur knapp die Qualifikation für die Stadtliga Berlin. Im Jahre 1947 gelang der Aufstieg, dem zwei Jahre später der Abstieg folgen sollte. Inzwischen wieder als Spandauer SV spielend gelang der direkte Wiederaufstieg in die mittlerweile Vertragsliga genannte höchste Berliner Spielklasse. In der Saison 1952/53 wurden die Spandauer Vizemeister hinter dem SC Union 06 Berlin. Von 1954 bis 1956 wurde der SSV dreimal hintereinander Berliner Landespokal-Sieger. Ende der 1950er Jahre brach die erfolgreichste Periode der Vereinsgeschichte an. Zunächst wurde die Mannschaft in der Saison 1957/58 Dritter mit einem Punkt Rückstand auf Tennis Borussia Berlin. Ein Jahr später lieferten sich die Spandauer ein Kopf-an-Kopf-Rennen mit dem SC Tasmania Berlin um die Meisterschaft. Am letzten Spieltag verlor die Mannschaft das Titelrennen durch eine 2:4-Niederlage bei Wacker 04 Berlin. Mit 6233 Zuschauern im Schnitt verzeichnete der Spandauer SV den höchsten Zuschauerschnitt seiner Vereinsgeschichte.
In der Saison 1959/60 wurden die Spandauer erneut Dritter mit einem Punkt Rückstand auf Meister SC Tasmania. Es folgten drei vierte Plätze in Folge, ehe die Vertragsliga Berlin mit der Einführung der Bundesliga im Jahre 1963 in Regionalliga umbenannt wurde. In der Saison 1964/65 wurden die Spandauer mit einem Punkt Rückstand auf Tennis Borussia Berlin Vizemeister. Im gleichen Jahr wurde Hertha BSC wegen zu hoher Gehälter und Handgelder die Lizenz entzogen. Wegen der kurz zuvor errichteten Berliner Mauer wollte der DFB unbedingt einen West-Berliner Verein in der Bundesliga haben. Da sowohl Meister Tennis Borussia als auch der Spandauer SV auf das Nachrücken verzichteten gelang dem SC Tasmania der Aufstieg in die Bundesliga. In der Regionalliga belegten die Spandauer stets einstellige Tabellenplätze. Lediglich in der letzten Spielzeit 1973/74 reichte es nur zu Platz zehn. Die Saison 1974/75 in der nunmehr Oberliga Berlin genannten Spielklasse beendeten die Spandauer nach einem 8:1-Sieg über die Amateure von Tennis Borussia Berlin als überraschender Meister. In der Aufstiegsrunde setzte sich die Mannschaft gemeinsam mit Westfalia Herne gegen den VfB Oldenburg durch und stieg in die 2. Bundesliga Nord auf.

### Zweite Bundesliga (1975/76)
Der Aufstieg traf den Verein völlig unerwartet. Da der eigene Sportplatz an der Neuendorfer Straße nicht zweitligatauglich war, mussten die Spandauer in das Stadion Askanierring ausweichen. Außerdem hatte der Verein große Schwierigkeiten, die vom DFB geforderte Kaution in Höhe von 100.000 Mark zu hinterlegen. Bis auf den ehemaligen Hertha-Profi Lothar Groß verfügte kein Spieler über Erfahrungen im Profibereich. Kein Spieler war Profi und es wurde auch nur dreimal in der Woche trainiert. Jeder Spieler hätte für die Zweitligasaison ein Grundgehalt von 1000 Mark erhalten. Dank der Unterstützung des Berliner Senats konnten die Spandauer zu den meisten Auswärtsspielen mit dem Flugzeug anreisen, während die Lokalrivalen Tennis Borussia und Wacker 04 den Bus nehmen mussten.
Mit einem 2:7 vor 2.290 Zuschauern gegen die SG Union Solingen starteten die Spandauer in die Saison 1975/76 und sollten vom ersten bis zum letzten Spieltag den letzten Tabellenplatz belegen. Die Mannschaft startete mit 14 Niederlagen in Folge, ehe mit einem 1:1 gegen die SG Wattenscheid 09 der erste Punkt gewonnen wurde. Bei diesem Spiel debütierte der ehemalige Handball-Nationalspieler Helmut Kosmehl. Am 23. Spieltag schlugen die Spandauer vor exakt 469 Fans am Askanierring Bayer 04 Leverkusen mit 1:0. Vier Spieltage später folgte ein 1:0-Sieg über den VfL Osnabrück. Es folgten noch drei 1:1-Unentschieden bei Wacker 04 Berlin am 28. Spieltag, bei Alemannia Aachen am 32. Spieltag und gegen die DJK Gütersloh am 35. Spieltag. Mit 8:68 Punkten und 33:115 Toren stieg die Mannschaft als Tabellenletzter sofort wieder ab. Damit belegt der Spandauer SV den letzten Platz in der Ewigen Tabelle der 2. Bundesliga. Allerdings war der Spandauer SV nicht schlechtester Zweitligist pro Saison, denn der FK Pirmasens wies in der Abschusstabelle der Saison 1977/78 nur sechs Punkte auf und kassierte 120 Tore.
Trotz des sportlichen Misserfolgs hätte laut Jürgen Suchanek eine „hervorragende“ Stimmung innerhalb der Mannschaft geherrscht und der Zusammenhalt wäre „richtig gut“ gewesen. Die Mannschaft hätte sich im Saisonverlauf „fußballerisch verbessert“ und hätte „ein Jahr lang Spaß gehabt“. Trainer Fritz Martin blieb über die gesamte Saison im Amt. Suchanek wechselte nach der Saison zum MSV Duisburg und Holger Zippel zu Alemannia Aachen, während der Rest der Mannschaft in Spandau blieb.

### Niedergang und Auflösung (1976 bis 2014)
In der folgenden Saison 1976/77 nahmen die Spandauer nach einem dritten Platz in der Meisterschaft erneut an der Aufstiegsrunde zur 2. Bundesliga teil, da Meister BFC Preussen aus finanziellen Gründen verzichtete und die Amateure von Hertha BSC kein Aufstiegsrecht besaßen. Hier scheiterte die Mannschaft jedoch an Bremerhaven 93 und dem 1. FC Bocholt. Im DFB-Pokal 1978/79 mussten die Spandauer in der ersten Runde zum VfB Stuttgart reisen, der das Spiel mit 12:0 gewann. Dieter Hoeneß erzielte alleine sieben Tore. In den folgenden Jahren bot der Spandauer SV nur Mittelmaß in der Oberliga Berlin. Höhepunkte waren die dritten Plätze in den Spielzeiten 1984/85 und 1988/89. Nach der Wiedervereinigung nahm der Spandauer SV ab 1991 am Spielbetrieb der Oberliga Nordost teil. Mit etwas Glück qualifizierte sich die Mannschaft 1994 für die neu geschaffene Regionalliga Nordost, da der besser platzierte 1. FC Schwedt auf die Teilnahme verzichtete. 
In der Regionalliga kämpfte die Mannschaft stets gegen den Abstieg, ehe dem Verein nach der Saison 1998/99 die Lizenz entzogen wurde. Der Verein hatte Außenstände an die Berufsgenossenschaft in Höhe von 116.000 Mark nicht gezahlt. Der SSV wurde nun zu einer Fahrstuhlmannschaft und musste im Jahre 2001 den Gang in die sechstklassige Landesliga antreten. Im Drei-Jahres-Takt gelang im Jahre 2004 der Aufstieg in die Verbandsliga Berlin und 2007 der in die Oberliga Nordost. Hier konnte sich der Verein nur für zwei Jahre halten, ehe es nach der Saison 2008/09 wieder runter in die Verbandsliga ging. Während der Saison musste ein Spiel abgebrochen werden, da die Spandauer infolge von Verletzungen nicht mehr die Mindestanzahl an Spielern stellen konnte.
Es war der erste von drei Abstiegen in Folge, die den Verein im Jahre 2011 in die Bezirksliga führte. Zwar gelang der direkte Wiederaufstieg, jedoch wurde der Verein weiterhin von finanziellen Problemen geplagt. Gegen Ende der Saison meldete der Spandauer SV nach jahrelangen Zahlungsschwierigkeiten letztendlich im April 2014 Insolvenz an. In die Saison 2014/15 startete die Mannschaft des Verein mit 13 Niederlagen in den ersten 13 Spielen. Am 28. November 2014 wurde die Mannschaft mit sofortiger Wirkung aus dem Spielbetrieb zurückgezogen.

## Statistik

### Erfolge
- Teilnahme an der 2. Bundesliga: 1975/76
- Berliner Meister: 1974/75, 2006/07
- Berliner Pokalsieger: 1954, 1955, 1956, 1975, 1978

### Saisonbilanzen
| Saison  | Spielklasse | Liga                            | Position | Spiele | S  | U  | N  | Tore    | Differenz | Punkte | Pokal (Berlin)                                   | Bemerkungen                                                            |
| ------- | ----------- | ------------------------------- | -------- | ------ | -- | -- | -- | ------- | --------- | ------ | ------------------------------------------------ | ---------------------------------------------------------------------- |
| 1991/92 | III         | Oberliga Nordost - Staffel Nord | 09/18    | 34     | 15 | 06 | 13 | 059:57  | 0+2       | 36:32  |                                                  | Erste Saison nach der Wiedervereinigung                                |
| 1992/93 | III         | Oberliga Nordost - Staffel Nord | 07/17    | 32     | 11 | 09 | 12 | 051:62  | −11       | 31:33  |                                                  |                                                                        |
| 1993/94 | III         | Oberliga Nordost - Staffel Nord | 06/15    | 28     | 15 | 04 | 09 | 058:42  | +16       | 34:22  |                                                  | Qualifikation zur Regionalliga                                         |
| 1994/95 | III         | Regionalliga Nordost            | 13/18    | 34     | 10 | 07 | 17 | 049:77  | −28       | 27:41  |                                                  |                                                                        |
| 1995/96 | III         | Regionalliga Nordost            | 10/18    | 34     | 11 | 08 | 15 | 36:52   | −16       | 41     |                                                  |                                                                        |
| 1996/97 | III         | Regionalliga Nordost            | 16/18    | 34     | 06 | 07 | 21 | 033:72  | −39       | 25     |                                                  |                                                                        |
| 1997/98 | III         | Regionalliga Nordost            | 13/18    | 34     | 11 | 06 | 17 | 042:64  | −22       | 39     |                                                  |                                                                        |
| 1998/99 | III         | Regionalliga Nordost            | 16/18    | 34     | 06 | 09 | 19 | 031:54  | −23       | 27     |                                                  | Zwangsabstieg wegen Zahlungsunfähigkeit in die Verbandsliga Berlin [V] |
| 1999/00 | V           | Verbandsliga Berlin             | 14/21    | 40     | 14 | 09 | 17 | 070:76  | 0−6       | 51     |                                                  |                                                                        |
| 2000/01 | V           | Verbandsliga Berlin             | 17/20    | 38     | 10 | 09 | 19 | 045:63  | −18       | 39     |                                                  | Abstieg                                                                |
| 2001/02 | VI          | Landesliga Berlin - Staffel 1   | 06/16    | 30     | 13 | 08 | 09 | 057:36  | +21       | 47     |                                                  |                                                                        |
| 2002/03 | VI          | Landesliga Berlin - Staffel 2   | 07/16    | 30     | 14 | 05 | 11 | 71:50   | +21       | 47     |                                                  |                                                                        |
| 2003/04 | VI          | Landesliga Berlin - Staffel 1   | 01/16    | 30     | 23 | 03 | 04 | 112:24  | +88       | 72     |                                                  | Aufstieg - Staffelmeister                                              |
| 2004/05 | V           | Verbandsliga Berlin             | 09/18    | 34     | 14 | 06 | 14 | 056:52  | 0+4       | 48     |                                                  |                                                                        |
| 2005/06 | V           | Verbandsliga Berlin             | 08/18    | 34     | 13 | 09 | 12 | 058:65  | 0−7       | 48     |                                                  |                                                                        |
| 2006/07 | V           | Verbandsliga Berlin             | 01/18    | 34     | 28 | 03 | 03 | 082:30  | +52       | 87     |                                                  | Aufstieg - Staffelmeister                                              |
| 2007/08 | IV          | Oberliga Nordost                | 12/16    | 28     | 05 | 05 | 18 | 024:56  | –32       | 20     | 3. Hauptrunde (4:2 gegen Reinickendorfer Füchse) |                                                                        |
| 2008/09 | V           | Oberliga Nordost                | 16/16    | 30     | 03 | 04 | 23 | 021:76  | –55       | 13     | 4. Hauptrunde (7:5 gegen FC Spandau 06)          | Abstieg                                                                |
| 2009/10 | VI          | Berlin-Liga                     | 19/19    | 36     | 02 | 0  | 34 | 024:183 | −159      | 06     | 1. Hauptrunde (0:4 gegen Berliner AK 07)         | Abstieg                                                                |
| 2010/11 | VII         | Landesliga Berlin - Staffel 2   | 14/16    | 30     | 10 | 03 | 17 | 059:99  | −40       | 33     | 2. Hauptrunde (0:6 gegen Grünauer BC 1917)       | Abstieg                                                                |
| 2011/12 | VIII        | Bezirksliga Berlin - Staffel 3  | 01/16    | 30     | 24 | 04 | 02 | 109:43  | +66       | 76     | 2. Hauptrunde (1:0 gegen Berliner AK 07)         | Aufstieg - Staffelmeister                                              |
| 2012/13 | VII         | Landesliga Berlin - Staffel 1   | 05/16    | 30     | 18 | 07 | 05 | 128:43  | +85       | 61     | Achtelfinale (6:5 gegen SV Lichtenberg 47)       |                                                                        |
| 2013/14 | VII         | Landesliga Berlin - Staffel 1   | 13/16    | 30     | 07 | 02 | 21 | 041:117 | −76       | 23     | 1. Hauptrunde (0:6 gegen SV Lichtenberg 47)      |                                                                        |
| 2014/15 | VII         | Landesliga Berlin - Staffel 1   | -        | -      | -  | -  | -  | -       | -         | -      | 1. Hauptrunde (0:8 gegen CFC Hertha 06)          | Insolvenzantrag - Abbruch nach 13. Spieltag - Auflösung des Vereins    |

## Persönlichkeiten

### Kader der Zweitliga-Saison 1975/76
| Pos.       | Name                     | Geburtstag         | Spiele | Tore |
| ---------- | ------------------------ | ------------------ | ------ | ---- |
| Tor        | Ulrich Bechem            | 19. März 1951      | 38     | 0    |
| Abwehr     | Günter Bremekamp         | 14. September 1947 | 15     | 3    |
| Abwehr     | Lothar Groß              | 10. Februar 1940   | 21     | 1    |
| Abwehr     | Peter Kuschke            | 23. Juni 1947      | 38     | 0    |
| Abwehr     | Frank-Michael Marczewski | 30. April 1954     | 34     | 1    |
| Abwehr     | Joachim Nikolaus         | 16. August 1944    | 15     | 0    |
| Abwehr     | Detlef Schubert          | 9. Oktober 1946    | 29     | 1    |
| Mittelfeld | Michael Domaier          | 22. Juni 1952      | 18     | 0    |
| Mittelfeld | Bernd Frati              | 1. Juni 1945       | 5      | 0    |
| Mittelfeld | Hans-Jürgen Goy          | 31. Mai 1952       | 25     | 2    |
| Mittelfeld | Peter Heinrich           | 5. Oktober 1947    | 36     | 5    |
| Mittelfeld | Wolfgang Koschinski      | 5. März 1947       | 32     | 2    |
| Mittelfeld | Horst Köhler             | 25. April 1948     | 16     | 0    |
| Mittelfeld | Ralf Ressel              | 29. September 1954 | 24     | 1    |
| Mittelfeld | Jürgen Suchanek          | 24. März 1955      | 25     | 3    |
| Mittelfeld | Holger Zippel            | 4. Dezember 1953   | 26     | 3    |
| Sturm      | Michael Hornig           | 5. März 1947       | 33     | 3    |
| Sturm      | Helmut Kosmehl           | 27. September 1944 | 2      | 0    |
| Sturm      | Manfred Schwarze         | 28. März 1950      | 36     | 8    |
| Sturm      | Peter Wolf               | 16. Oktober 1956   | 2      | 0    |

### Weitere ehemalige Spieler und Trainer
- Gerd Achterberg, Trainer
- Ranisav Jovanović (1997–1998), Jugendspieler
- Sven Meyer (2004–2008), Spieler
- Andreas Schiemann (1997–1999), Spieler
- Manuel Schmiedebach, Jugendspieler
- Peter Wynhoff, Jugendspieler

## Neugründung
Im April 2022 wurde der Verein Türkspor Futbol Kulübü in Spandauer SV umbenannt. Der Verein geht auf den SV Yeşilyurt Berlin zurück, der im Jahre 2007 insolvenzbedingt aufgelöst werden musste. Als Nachfolger wurde der SK Yeşilyurt Berlin gegründet, der drei Jahre später mit dem BSC Türk Genclik zum SK Türkyurt 2001 fusionierte. Im Jahre 2017 fusionierte der SK Türkyurt 2001 mit dem 1. FC Galatasaray Spandau zum Türkspor Futbol Kulübü. Historisch besteht kein Zusammenhang zwischen dem „alten“ und dem „neuen“ Spandauer SV, der an die Tradition des vorherigen SSV anknüpfen will.